# Église Saint-Valérien de Tournus
Pour les articles homonymes, voir Église Saint-Valérien.
L'église Saint-Valérien est une église romane située sur le territoire de la commune de Tournus dans le département français de Saône-et-Loire en région Bourgogne-Franche-Comté.

## Localisation
L'église Saint-Valérien se situe à une centaine de mètres au sud-est de l'abbaye Saint-Philibert de Tournus dans la rue Alexis Bessard, une petite rue du centre de Tournus.

## Historique
L'église, consacrée à saint Valérien, saint et martyr de Tournus, fut construite de 1008 à 1028 par Bernier, abbé de Saint-Philibert, dont il entreprit par ailleurs la reconstruction après l'incendie de 1006. Elle a été d'abord une église paroissiale à destination des gens des alentours. Selon la base Mérimée, l'église date de la fin du XIe siècle et du XIIe siècle.
Elle fait l'objet d'une inscription au titre des monuments historiques depuis le 28 février 1927.
Elle abrita un cinéma de 1913 aux années 1950 puis fut louée à un antiquaire.

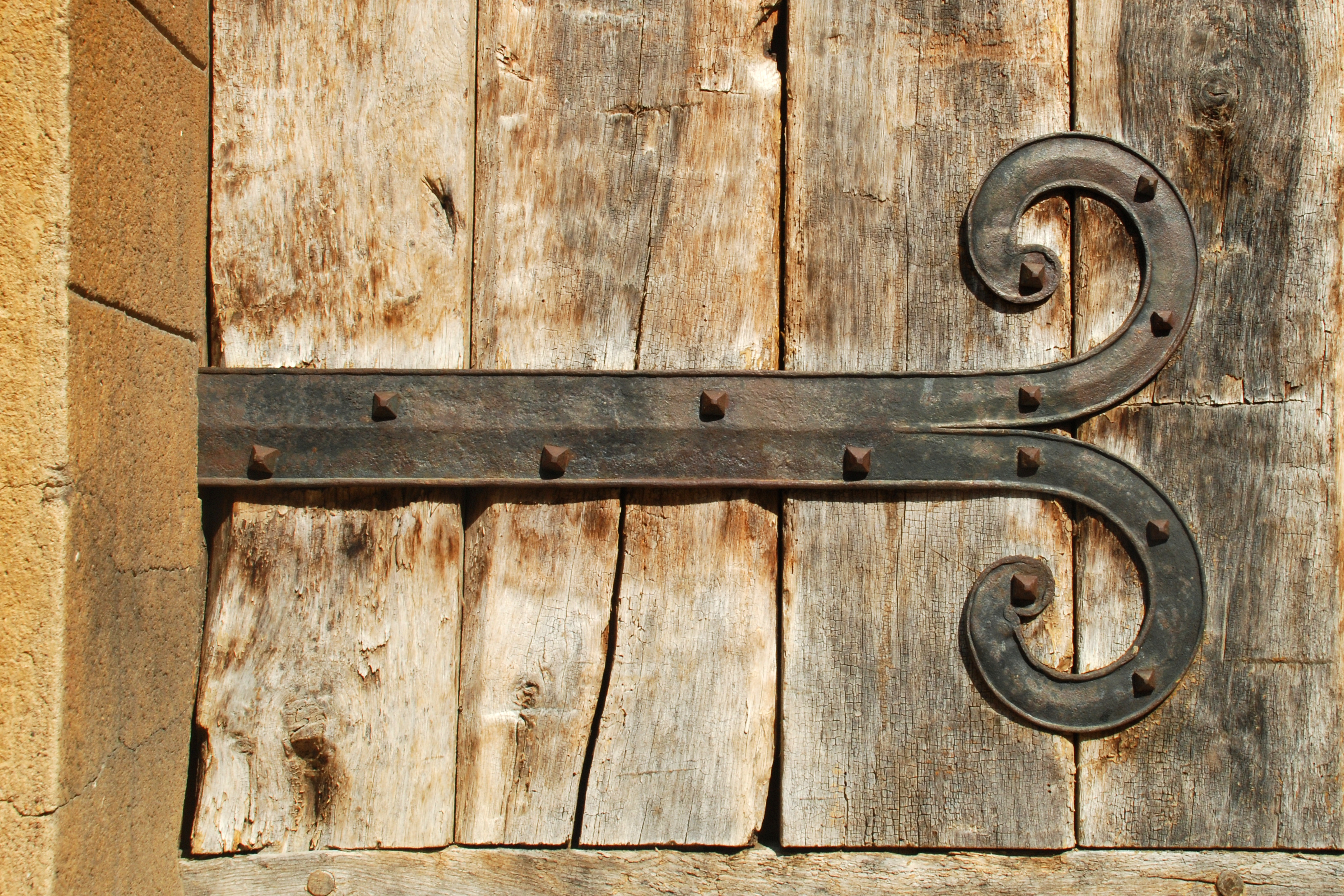
Penture de la porte.

## Architecture

### Architecture extérieure
La façade occidentale de l'église, soutenue par deux contreforts latéraux courts mais puissants, présente une belle polychromie due à la combinaison de pierre blanche et de grès ferrugineux.
Elle possède un remarquable portail roman consistant en une porte en bois massif aux remarquables pentures logée sous un avant-corps (sorte de protiro) soutenu par des pilastres cannelés et des colonnes dont les chapiteaux sont sculptés de motifs floraux très stylisés.
Les piédroits, pilastres et colonnes sont réalisés en grès ferrugineux tandis que l'arc cintré qui surmonte le portail présente une alternance de claveaux blancs et bruns, interrompue par une clé d'arc en pierre grise.
L'avant-corps, recouvert de lauzes, est surmonté d'un triplet de baies : les deux baies latérales, très fines, sont surmontées chacune d'un arc monolithe.
La façade nord, très abîmée, présente des vestiges d'arcatures romanes.

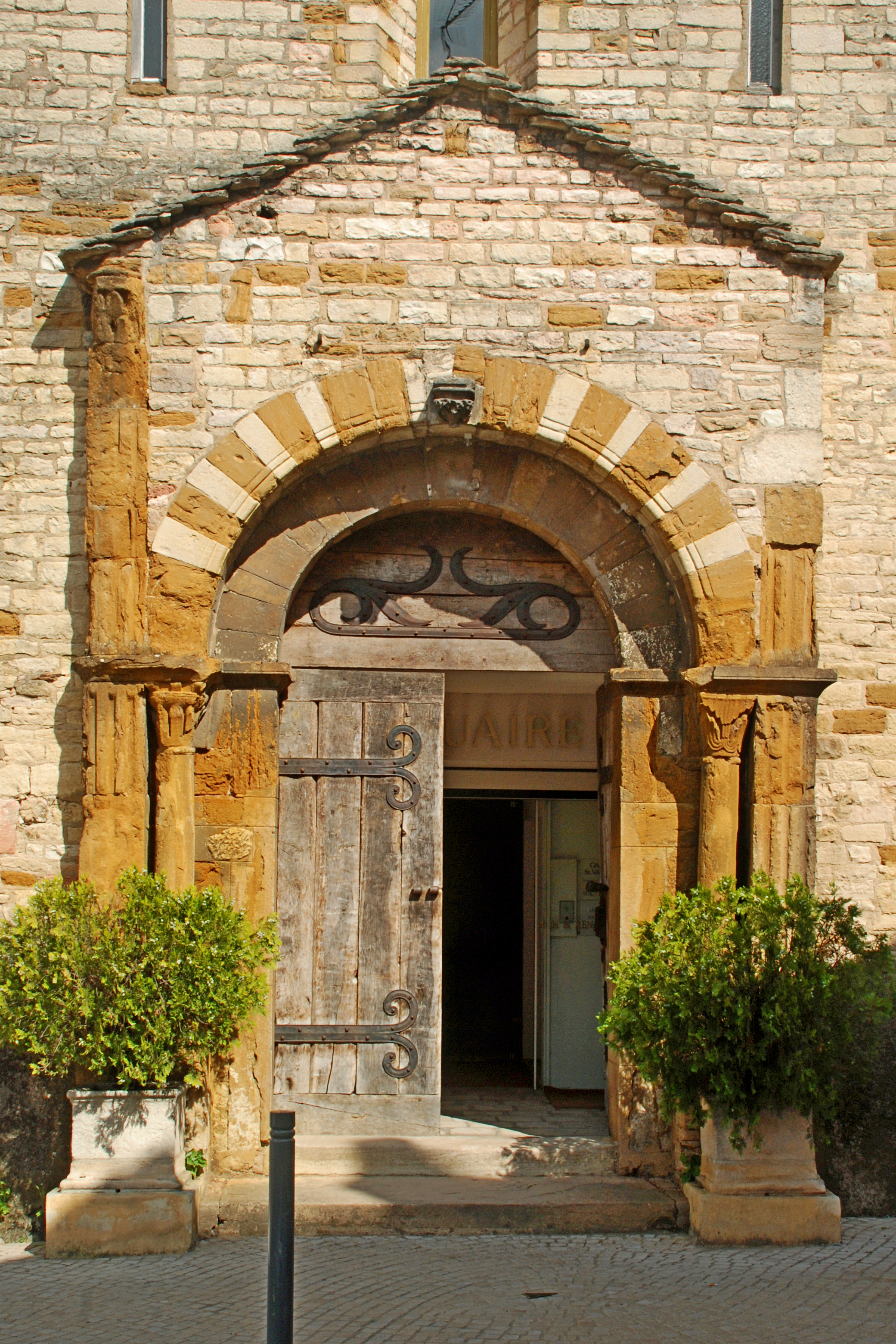
Le portail.
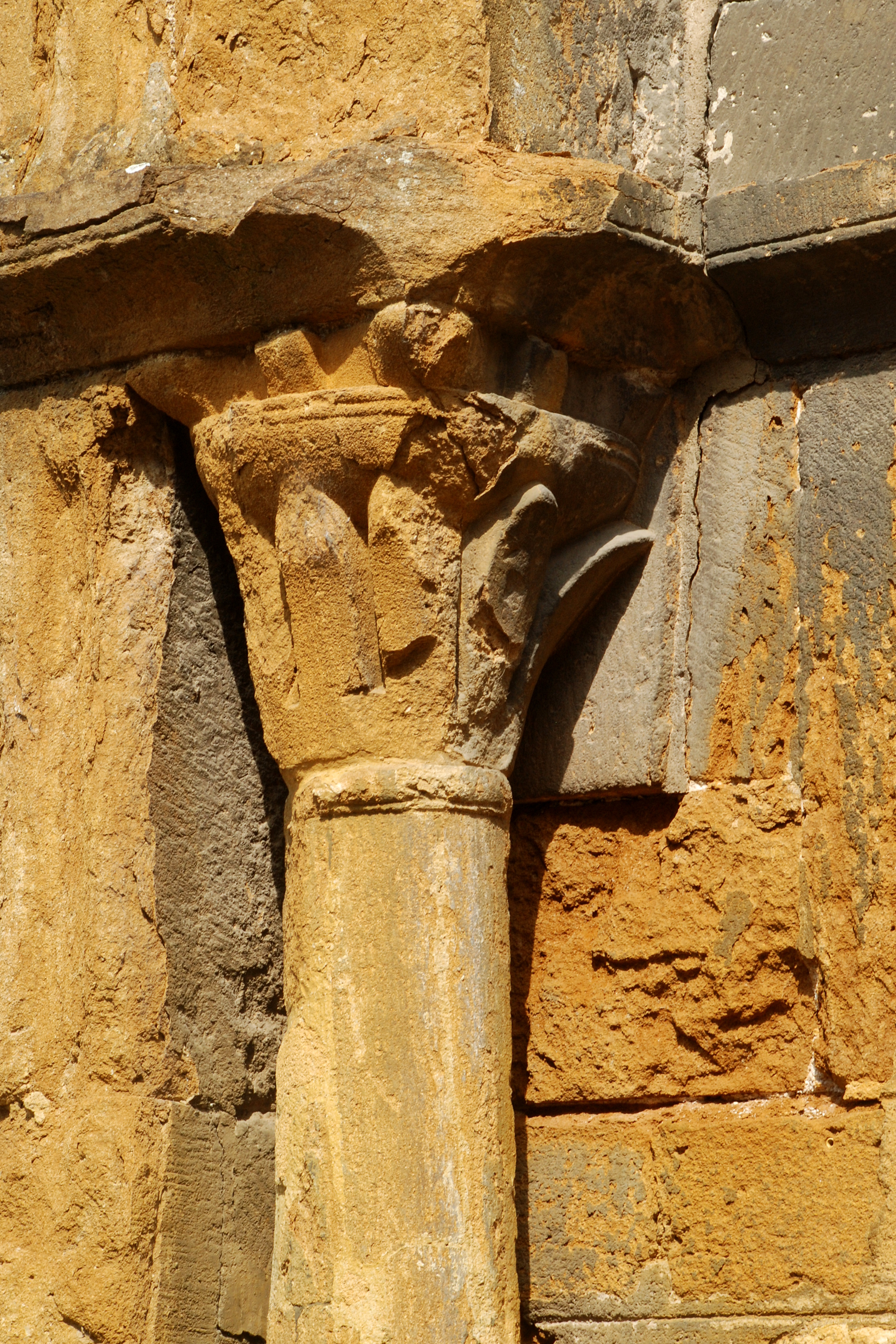
Chapiteau gauche du portail.
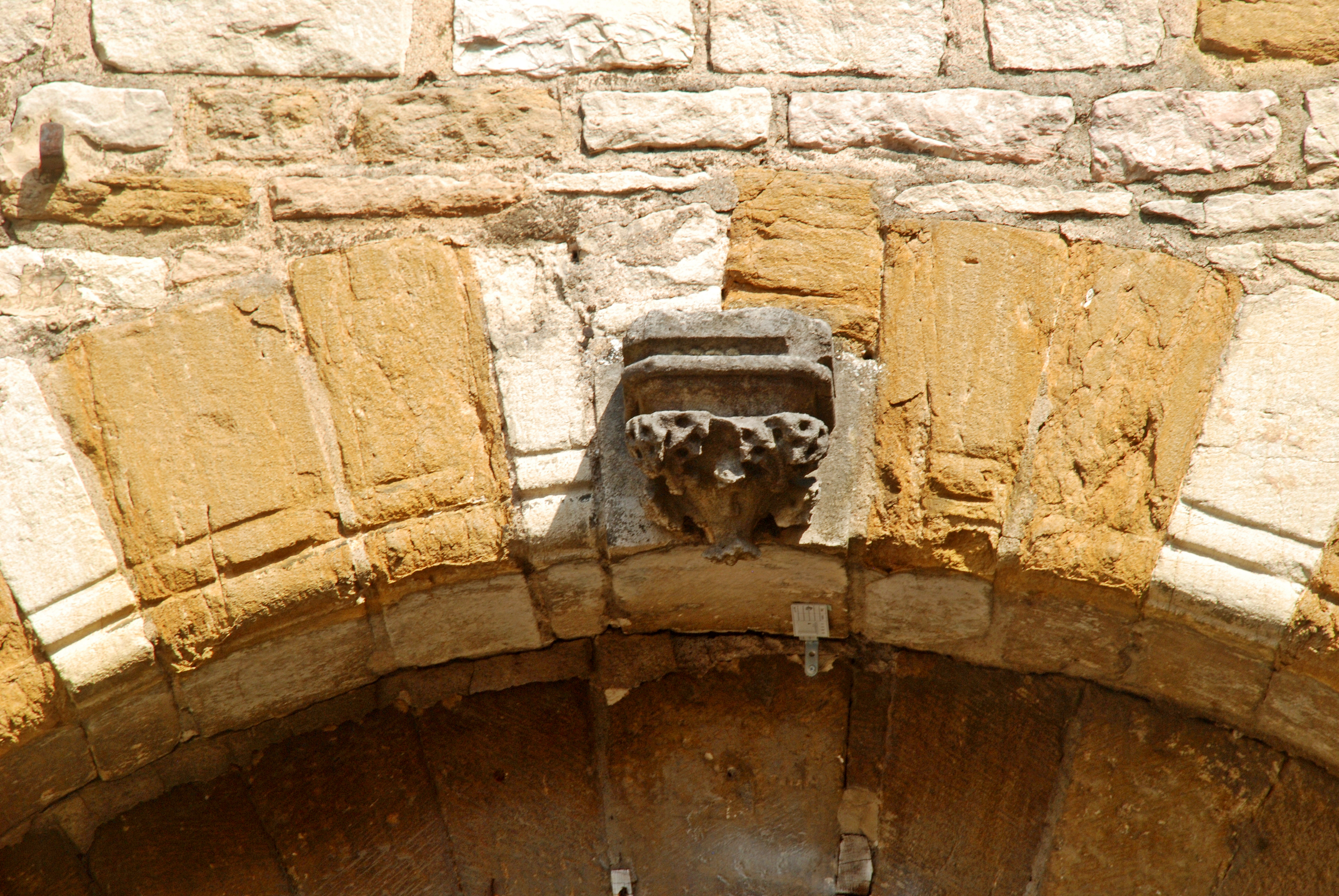
Clé d'arc.
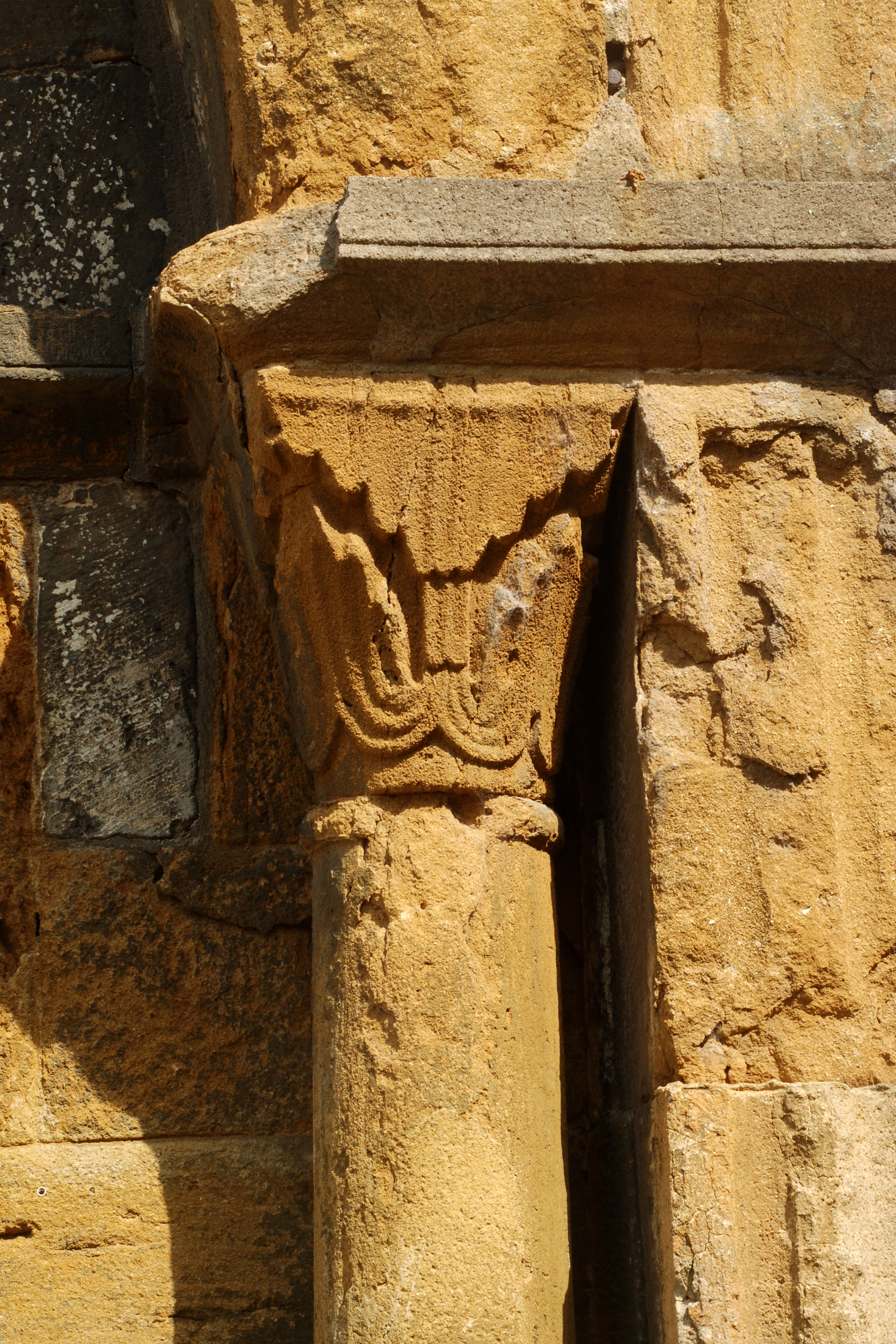
Chapiteau droit du portail.

### Architecture intérieure

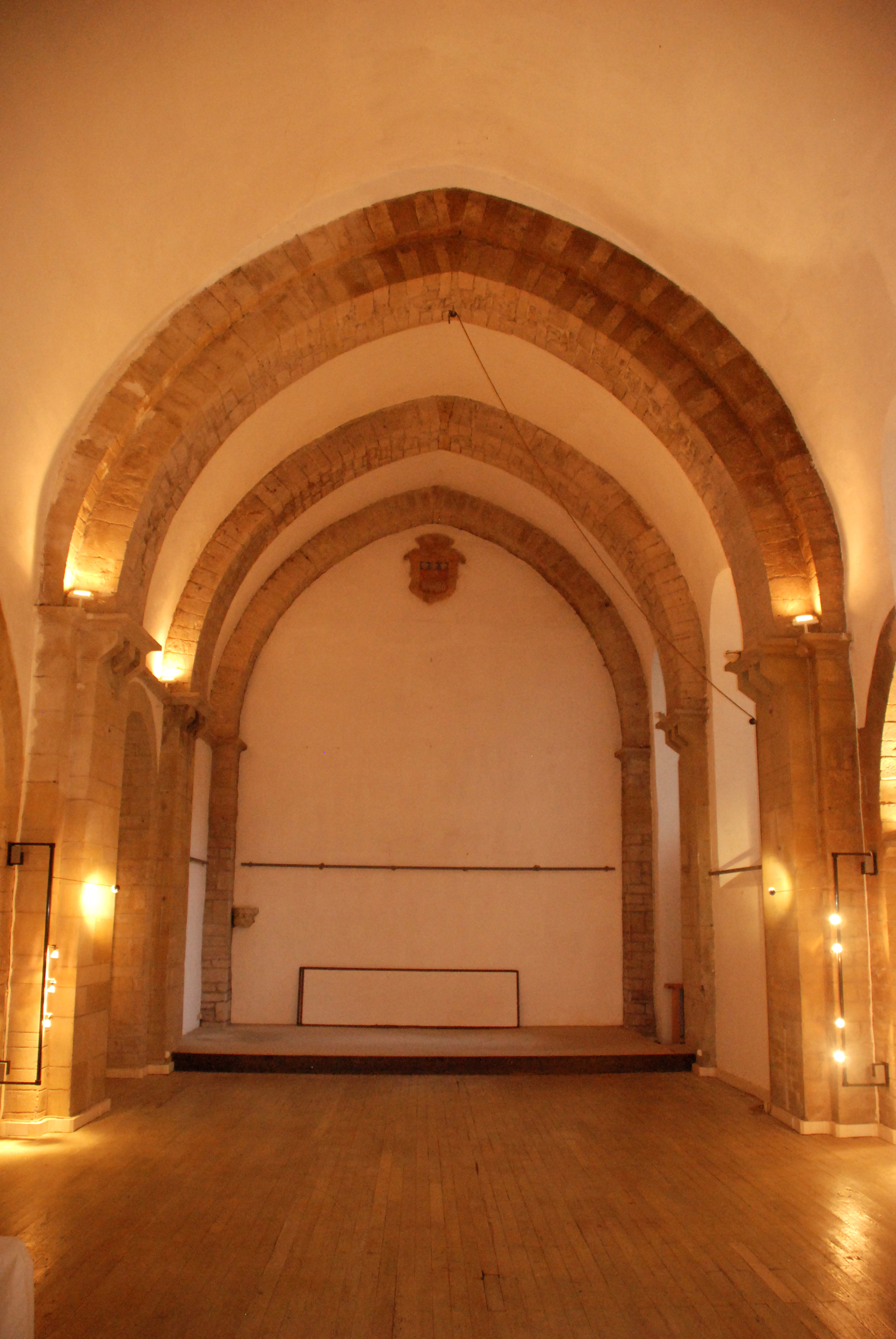
La nef.

Contrastant avec l'extérieur de style roman, l'intérieur de l'église présente un style gothique épuré.
Les murs et la voûte couverts d'un enduit blanc mettent en valeur les éléments où la pierre de taille est restée apparente, comme les pilastres, les arcs-doubleaux de style ogival et les arcs de décharge latéraux en plein cintre.
Le chevet plat, sur le mur duquel est peint le blason de la ville de Tournus, présente à gauche un cul-de-lampe historié figurant une ange portant un blason.
Le mur de gauche est orné d'une baie aveugle surmontée d'un arc en accolade sommé de fleurons de style gothique sous lequel est figuré un petit blason orné d'un calice.
|  |  |